# 汪布曲
汪布曲，位于中华人民共和国西藏自治区东部的一条河流，是瀾滄江支流麦曲的右岸支流。发源于昌都市贡觉县县城莫洛镇西南的加木西山南麓，向西南流约9.5千米后进入察雅县境内，之后折向西北流，于仁达村东北转向南流，最后于察雅县香堆镇东南汇入麦曲。河长约47千米，流域面积650平方千米，落差740米。